# CGTN Documentary
CGTN Documentary (denumit CCTV-9 până la 31 decembrie 2016) este un canal de televiziune chinez ce difuzează documentare chinezești, dar acestea au subtitrări în limba engleză. Canalul a fost lansat pe 1 ianuarie 2011. El funcționează 24 de ore din 24. Face parte din grupul CGTN (China Global Television Network).
Postul este disponibil în grila de televiziune prin satelit a Digi (RCS & RDS).
În Europa, este disponibil pe satelitul Astra 19.2E.